# Czukocki Okręg Autonomiczny
Czukocki Okręg Autonomiczny, Czukotka (ros. Чукотский автономный округ, czukocki: Чукоткакэн автономныкэн округ) – jednostka terytorialna Federacji Rosyjskiej, położony na północnym wschodzie państwa. Należy do rejonów Dalekiej Północy. Powierzchnia 737 700 km².
Centrum administracyjnym Czukotki jest Anadyr. Na terenie okręgu znajduje się jeden z największych parków narodowych w Rosji – Park Narodowy „Beringia” i Rezerwat „Wyspa Wrangla”.

## Geografia
Czukocki Okręg Autonomiczny położony jest na kontynencie azjatyckim, obejmuje Półwysep Czukocki i pewną liczbę wysp (Wrangla, Ajon, Ratmanowa i in.). Otoczony morzami: Wschodniosyberyjskim, Czukockim i Beringa. Większość obszaru położona za Północnym Kołem Podbiegunowym. Graniczy z Jakucją, Krajem Kamczackim i obwodem magadańskim.

### Klimat
Klimat Czukotki jest niezwykle surowy – na wybrzeżach morski, we wnętrzu okręgu – kontynentalny. Zima trwa do 10 miesięcy. Średnia temperatura stycznia wynosi od –15 °C do –39 °C, a lipca od +5 °C do +10 °C. Roczna suma opadów 200–500 mm. Pod ziemią obecna wieczna zmarzlina.

## Demografia
Liczba ludności Czukockiego Okręgu Autonomicznego wynosiła w 2010 roku około 50 526 mieszkańców. W skład populacji wchodziły następujące narodowości:
- Rosjanie – 52,2%
- Czukcze – 26,7% (ludność autochtoniczna)
- Ukraińcy – 6%
- Inuici – 3,2% (ludność autochtoniczna)
- Eweni – 2,9% (ludność autochtoniczna)
- Czuwańcy – 1,9% (ludność autochtoniczna)
- Białorusini – 0,96%
- Jukagirzy – 0,4% (ludność autochtoniczna)
- i inni (poniżej 100 osób)

| 1939   | 1959   | 1970    | 1979    | 1989    | 2000   | 2002   | 2010   | 2012   | 2022   |
| ------ | ------ | ------- | ------- | ------- | ------ | ------ | ------ | ------ | ------ |
| 21 524 | 46 689 | 101 184 | 132 859 | 157 528 | 61 613 | 53 824 | 50 526 | 50 988 | 50 294 |

## Historia
Czukocki Okręg Autonomiczny powstał 10 maja 1930. Gubernatorem regionu w latach 2000–2008 był znany oligarcha i polityk, Roman Abramowicz.

## Podział administracyjny

Rejony Czukotki:
1. rejon anadyrski
2. rejon bilibiński
3. rejon iultiński
4. rejon prowidieński
5. rejon czauński
6. rejon czukocki

W okręgu znajdują się 3 miasta i 18 osiedli typu miejskiego. Administracyjnie okręg podzielony jest na jedno miasto wydzielone i 6 rejonów.
- Miasto wydzielone
  - Anadyr (Анадырь) – centrum administracyjne

- Rejony
  - rejon anadyrski (Анадырский район)
    - osiedla typu miejskiego: Otrożnyj (Отрожный), Szachtiorskij (Шахтёрский), Ugolne Kopy (Угольные Копи), Bieringowskij (Беринговский)

  - rejon bilibiński (Билибинский район)
    - miasto: Bilibino (Билибино)
    - osiedla typu miejskiego: Aliskierowo (Алискерово), Dalnyj (Дальний), Wiesiennyj (Весенний), Wstriecznyj (Встречный)

  - rejon czauński (Чаунский район)
    - miasto: Pewek (Певек)
    - osiedla typu miejskiego: Baranicha (Бараниха), Bystryj (Быстрый), Komsomolskij (Комсомольский), Krasnoarmiejskij (Красноармейский), Walkumiej (Валькумей), Jużnyj (Южный)

  - rejon czukocki (Чукотский район)
  - rejon iultiński (Иультинский район)
    - osiedla typu miejskiego: Egwekinot (Эгвекинот), Leningradskij (Ленинградский), Mys Szmidta (Мыс Шмидта)

  - rejon prowidieński (Провиденский район)
    - osiedle typu miejskiego: Prowidienija (Провидения)

## Tablice rejestracyjne
Tablice pojazdów zarejestrowanych w Czukockim Okręgu Autonomicznym mają oznaczenie 87 w prawym górnym rogu nad flagą Rosji i literami RUS.